# 节礼日
节礼日是英國與大多英聯邦國家在12月26日（聖誕節翌日）慶祝的國定假日。

## 起源
「節禮日」一詞的起源眾說紛紜，以下是普遍的說法：
- 在西方的封建時代，聖誕節是大家庭聚會的日子。所有莊園工人的家人會在領主的莊園內聚首一堂，以便莊園領主發放年終津貼。12月26日，所有聖誕派對結束後，莊園領主便會把一些有用的物品，如衣料、穀物和用具等，送給住在園裏的工人。每個家庭會在聖誕節後得到一個載滿物品的大盒子。根據此說，活動並非自發的，莊園領主有責任提供物品。在英文原名稱，由於禮品是以盒子（Box）包裝的關係，人們便把這天稱為「Boxing Day」；
- 在多年前的英國，聖誕節後的工作天，傭人普遍會把盒子帶到僱主家中。僱主會把硬幣放進箱裏，作為特別的年終禮物。這類似今日的聖誕節獎金概念。由於傭人用盒子收取硬幣獎勵，「節禮日」因而得名；
- 根據傳統，教堂會在聖誕節打開奉獻箱，奉獻會在翌日分發給窮人或基層市民。在這個例子中，「節禮日」（Boxing Day）的「盒」一字源自那些上了鎖，盛載捐款的大箱；
- 節禮日當天，百鳥之王──鷦鷯[註 1]被捕捉，然後放進一個箱子裏。人們把牠介紹給村中的每家每戶，祝福來年事事順景，收穫豐盛。參見：詹姆斯·喬治·弗雷澤的《金枝》一書；
- 祝酒歌謠也可以證明，譬如：

|  | Where are you going ? said Milder to Malder, Oh where are you going ? said Fessel to Foe, I'm going to hunt the cutty wren said Milder to Malder, I'm going to hunt the cutty wren said John the Rednose. And what will you do wi' it ? said Milder to Malder, And what will you do wi' it ? said Fessel to Foe, I'll put it in a box said Milder to Malder, I'll put it in a box said John the Rednose. （下略） |

- 由於僱員要在聖誕節這麼重要的日子工作，為僱主一家提供服務，所以他們享有翌日的休假。但是他們身在遠方，沒機會回家跟家人享用聖誕晚餐，共度佳節，僱主通常吩咐他們把聖誕節剩下來的食物裝箱，和傭人家庭把食物送回家中。從此食物裝箱的傳統演變為「節禮日」。

## 日期
12月26日是Boxing Day，英國全國放假一天，如果當天適逢週末，則週一補假一天。
一般而言，如果12月26日是星期日，現在這天會被視作節禮日。然而，為了一天保留額外的銀行假期，如果26日是星期日，節禮日會推延至12月27日。在20世紀下半葉的英國，如果12月26日是星期日，這天會被視為「聖誕節星期日」，而大眾的「節禮日」就是27日。
在一些英聯邦國家或地區，星期六或星期日的固定假期，間中會在其後的工作天奉行。所以，如果節禮日是星期六，那麼星期一（12月28日）會是公眾假期；在英國和各英聯邦國家，這是由《皇家宣言》（Royal Proclamation）實現的。
如果聖誕節是星期六，節禮日假期就會自動推延至其後的星期一，此時就不需要《皇家宣言》了。這時候，代替聖誕節的銀行假期會宣佈為星期二（12月28日），這成為緊接的工作天──如此一來，節禮日假期比聖誕節替代假期還要早。
雖然，相同的立法（1871年銀行假期法案）原本在不列顛島定立了銀行假期，但該聖誕節後的假期在英格蘭、威爾斯和北愛爾蘭（以及現在很少數北愛爾蘭人）被視為節禮日和愛爾蘭的聖士提反日。聖士提反日固定在12月26日。

## 慶祝活動

### 英國
在英國，商店會在聖誕節後的節禮日清貨大減價。節禮日對零售店越來越重要，它們間中會把清貨日延長為「節禮週」。

#### 體育
在英國，節禮日傳統上是進行體育活動的日子。以往的打獵活動，已被今日的足球和賽馬取代了。英格蘭超級足球聯賽著名的「聖誕快車」亦在這天開始。
盛事：（多數都是英國人才慶祝）
- 英格蘭與蘇格蘭足球的賽事
- 節禮日浸洗 - 在一些英國海岸城鎮（如惠特比），人們會在海裏浸洗。他們間中會穿別緻的服裝，通常是為當地的慈善團體籌款
- 北愛爾蘭的足球賽

#### 威爾斯
节礼日在威爾斯稱為「Gŵyl San Steffan」。
古威爾斯習俗，譬如為家畜放血、對遲起床的人和女傭施以「holming」（即用冬青枝拍打或抽打），已於19世紀廢止。

#### 北愛爾蘭
在北愛爾蘭，所有足球甲組聯賽的球會決一勝負。最矚目的是兩大球會──格倫杜蘭與連菲特的對決。

### 其他歐洲國家
在歐洲其他國家，12月26日是聖誕節翌日或聖士提反日，用以紀念基督教首名殉教者聖士提反。
在奧地利、比利時、丹麥、芬蘭、德國、希臘、匈牙利、荷蘭、挪威、冰島、波蘭、斯洛伐克及瑞典，26日稱為「聖誕節翌日」：奧地利稱「Stefanitag」；德國稱「der zweite Weihnachtsfeiertag」；希臘稱「Δεύτερη μέρα των Χριστουγέννων」；瑞典稱「Annandag Jul」；丹麥稱「Anden Juledag 」；挪威稱「Andre Juledag」；比利時與荷蘭稱「Tweede Kerstdag」；冰島稱「Annar dagur jóla」；芬蘭稱「Tapaninpäivä」（聖士提反日）；匈牙利稱「Karácsony másnapja」。節禮日亦是上述一些國家的公眾假期。該天在西班牙和意大利分別稱為「San Esteban」和「Santo Stefano」。

### 愛爾蘭
在愛爾蘭，12月26日稱為「聖士提反日」或「鷦鷯日」，都柏林方言則一般稱之為「士提反日」。在曼島，一些人仍會捕獵鷦鷯，他們會在樹籬擊打鷦鷯。鷦鷯傳統上會被殺死，牠們的羽毛會贈送給當地的家庭，象徵好運。在愛爾蘭，小孩以往會殺死鷦鷯，然後向每家每戶討錢，而討回來的錢（據稱）會用於鷦鷯的喪葬。

### 德國
在德國，聖誕節與新年間的日子稱為「（兩）年間的日子」（zwischen den Jahren）。期間，零售店會速銷聖誕節存貨。

### 加拿大
在加拿大，節禮日被視為法定假期（安大略省），零售業（個別情況）則不以為然。節禮日和緊接的日子裏，零售店會透過清倉大拍賣售賣聖誕節和用完的模型產品。晚上（有時是午夜前，或12月26日午夜後），一些顧客會在零售店外排隊數小時，等待商店開門。零售商間中會比平日早些開門營業，大概是早上6-7時。一些零售公司內部把聖誕節後的營業週稱為「第十三個月」（參見：節禮週）。這類似黑色星期五（美國感恩節翌日）。2005年的節禮日是加拿大交易史上最大的單一經濟交易日（根據Visa）。個別的「大盒子」商店在節禮日單日獲得超過CAD$1,000,000的總收入。
相反，在加拿大中、東部，節禮日大減價並不普遍。在新不倫瑞克省、愛德華王子島省和紐芬蘭及拉布拉多省，大多數零售店不會在節禮日營業，銷售會推延至翌日。2006年，新斯科舍省消除了類似的節禮日營業的禁令，然而，大多數零售店選擇維持慣例，在該天休業。
除了假期的零售層面外，節禮日亦是家庭晚聚，交換禮物的另一個日子。節禮日晚餐有多種做法，像聖誕節晚餐一樣，是家庭傳統的一部分。 
此外，節禮日當天，人們會把聖誕裝飾裝箱，留待來年佈置之用。

#### 體育
在體育角度而言，節禮日在加拿大有多種含義。國際冰球總會通常會在節禮日開始進行世界青年冰球錦標賽，加拿大和加拿大冰球隊的盛事。該隊在這項特定的國際賽事中發揮得很好。節禮日亦是另一項國際冰球錦標賽──施彭格勒盃（Spengler Cup）的開幕日。這項錦標賽一般在瑞士達沃斯舉行，而世界青年錦標賽則由加拿大兩大體育廣播公司──體育網路（TSN）和羅傑體育網絡（Rogers Sportsnet）播出。

### 香港
12月26日是香港公眾假期，稱為「聖誕節後第一個周日」，名稱中的「周日」不是指星期日（亦因此不使用「週日」），而是英文Weekday的直接翻譯（政府對這天的英文稱謂為The first weekday after Christmas Day），坊間通常稱為Boxing Day。
該天於2023年或以前屬「不是法定假日的公眾假期」，即非強制假期，但在2024年起將成為強制性的法定假日。
該天現在一般視為聖誕節的延續。香港人通常稱此日為「拆禮物日」。

### 澳紐
澳洲與紐西蘭的情況跟英國（見上文）相似，人們會在節禮日購物。然而，澳洲的一些州份，如新南威爾士州，正收緊對節禮日零售交易的管制  ，把聖誕節後的銷售推延至12月27日。
節禮日在南澳州並不流行，因為12月26日是宣言日。加上，該天是聖誕節公眾假期後的首個工作天。
在悉尼，悉尼-霍巴特帆船大賽典型地在該
的競爭。
盛事：
- 節禮日錦標賽（板球錦標賽）
- 悉尼-霍巴特帆船大賽

## 購物活動
在英國、加拿大、澳大利亞、特立尼達和多巴哥和新西蘭，節禮日被稱為購物假期，就像美國的黑色星期五（感恩節後的第二天）那樣。 節禮日打折很普遍，商店經常有大幅降價。 對許多商人來說，節禮日是一年中收入最高的日子。 據估計，2009年英國有多達1200萬購物者參與了打折銷售（與2008年相比，增長了近20％，儘管這也受到增值稅將從1月1日起從15%恢復為17.5％的影響）。

## 國際
其他國家或地區舉行的國際著名盛事：
- 贾卡努（英语：Junkanoo）狂歡節（巴哈馬）
- 世界青年冰球冠軍賽
- 施彭格勒盃（Spengler Cup）

## 趣聞
- 「Boxing」在英文有「拳擊」的歧義，不少人因而以為節禮日是「拳擊日」，但兩者實無關連。
- 《風流軍醫俏護士》（M*A*S*H）第223集《這是聖誕節翌日》，軍官跟軍人對調身分慶祝節禮日。
- 節禮日是新進樂隊所寫的Holiday Hipsters （页面存档备份，存于）一首歌曲的題材。